# Plectranthias maekawa
Plectranthias maekawa là một loài cá biển thuộc chi Plectranthias trong họ Cá mú. Loài này được mô tả lần đầu tiên vào năm 2018.

## Từ nguyên
Từ định danh maekawa được đặt theo tên của Takanori Maekawa, người đã tài trợ cho nghiên cứu hệ sinh thái cá của các tác giả ở quần đảo Ryukyu, cũng là nơi thu thập các mẫu vật của loài cá này.

## Phân bố
P. maekawa là loài đặc hữu của quần đảo Ryukyu (Nhật), hiện chỉ được tìm thấy ở quần đảo Tokara.

## Mô tả
Chiều dài lớn nhất được biết đến ở P. maekawa là 6,5 cm. Cá có màu màu hồng nhạt với 5 sọc dọc màu đỏ cam. Dải đầu tiên rộng nhất, cùng với dải thứ tư và thứ năm vuông góc với trục ngang của cơ thể, còn dải thứ hai và thứ ba hơi nghiêng về phía sau. Các đốm vàng nhỏ, rải rác dưới đường bên, đặc biệt là dọc theo các sọc đỏ cam. Vảy trên đường bên màu trắng, có viền đỏ. Hầu hết vảy trên má màu trắng hoặc vàng nhạt, không có viền đỏ hay vàng.
Số gai vây lưng: 10; Số tia vây lưng: 15–16; Số gai vây hậu môn: 3; Số tia vây hậu môn: 7; Số tia vây ngực: 14; Số gai vây bụng: 1; Số tia vây bụng: 5.